# Стоув, Дэвид Чарльз
Дэвид Чарльз Стоув (англ. David Charles Stove, 15 сентября 1927 — 2 июня 1994), австралийский философ науки.
Его работы по философии науки включают не только развёрнутую критику индуктивного скептицизма Дэвида Юма, но и критику тех взглядов, которых придерживались его известные современники: Карл Поппер, Томас Кун, Имре Лакатос, Пол Фейерабенд. Также в своей работе 1986 года — «Рационализм индукции»(«The Rationality of Induction»), он высказывает положительный отзыв о проблеме индукции.
Стоув был ярым критиком социобиологии, описывал её как новую религию, в которой гены играют роль бога.

## Биография
Давид Стоув родился в Морее (Новый Южный Уэльс) — небольшом австралийском городке. Позже он жил в Ньюкасле (Новый Южный Уэльс), затем поступил в Сиднейский университет, где в 1940-х изучал философию. В университете он, как и многие Австралийские философы того поколения, попал под влияние профессора Джона Андерсона. Хотя он поддерживал его взгляды о рационализме, позже он избавился от всех остальных элементов его влияния.
После завершения образования Стоув стал членом политического / богемного кружка в Сиднейском Университете (некоторые члены которого позже вошли в «Sydney Push» («Сиднейский Толчок»)). В то время Стоув увлекался марксизмом, но позже отказался от него, когда понял «что такое интеллектуальная работа на самом деле». Он стал консерватором и позже его взгляды нередко сталкивались с взглядами его бывших товарищей.
Стоув посещал лекции в Университете Нового Южного Уэльса (в Сиднее) в 1952 году, и в 1960 году стал читать лекции в Сиднейском университете, где, в конце концов, стал доцентом. В начале 1970-х годов его кафедра стала довольно непопулярна из-за схваток между марксистами и консерваторами. Их недопонимания получили широкое освещение в местной прессе. Стоув и Дэвид Армстронг оказывали активное сопротивление тому, что им представлялось попытками марксистов взять руководство кафедрой в свои руки. Последствием этих сражений стало разделение кафедры на две новых. Даже после этого Стоув продолжал говорить о засилье марксистов и феминистов в Университете, вследствие чего ему пригрозили возбуждением против него Университетом дисциплинарного процесса, если он не прекратит подобные высказывания. Разочарованный тем, что происходит с университетской жизнью в частности и академической культурой в целом, Стоув досрочно ушёл в отставку в 1987 году.
Стоув переехал из центра города на окраину Сиднея — в Бухту Мулгоа. Он интересовался садоводством и считал, что необходимо сохранять естественную красоту окружающего мира, однако иногда он подвергался критике со стороны защитников окружающей среды. Другими увлечениями Стоува были его семья, старинные книги и крикет. Дэвид Стоув курил и в начале 1990-х годов у него был обнаружен рак желудка. Его жена также страдала от этого заболевания, хотя и пережила Стоува на 7 лет. После мучительной борьбы с болезнью Дэвид Чарльз Стоув покончил жизнь самоубийством 2 июня 1994 года в возрасте 66 лет.

## Репутация
Стоув приобрёл наибольшую известность за свою яростную критику (в особенности фальсифиционализма Поппера, марксизма, феминизма и постмодернистов). Некоторые считали что Стоув остроумно выражает общее мнение и говорили о том, что он нанесёт поражение индуктивному скептицизму. Однако многие отвергают его аргументы в пользу индукции и его критику современников: Карла Поппера, Томаса Куна, Имре Лакатоса и Пола Фейерабенда. Иногда Стоув рассматривается просто как реакционный полемик. Стоув также писал статьи на различные темы для нефилософских журналов. В начале 2000-х художественный критик и консервативный эксперт Роджер Кимбэл опубликовал собрание статей Стоува, что не могло не улучшить положение последнего в обществе. С момента смерти Дэвида Стоува в 1994 году были выпущены 2 сборника его работ.

## Научные взгляды Стоува
Во многом взгляды Стоува шли вразрез тому, что многие считали приемлемым. Вот два примера: «Интеллектуальные способности женщин» и «Расовые и другие антагонизмы» («The Intellectual Capacity of Women» and «Racial and Other Antagonisms» — from «Cricket versus Republicanism» and «Against the Idols of the Age» — and «Against the idols of the age: edited with an introduction by Roger Kimball»). В первой из перечисленных работ он приводит индуктивное доказательство того, что «в большинстве случаев» женщины стоят в интеллектуальном развитии ниже мужчин. Стоув заявляет, что в истории было всего несколько женщин, обладающих высоким уровнем интеллекта и, следовательно, нет никаких оснований полагать, что это обстоятельство не отражает степень врождённых умственных способностей женщин. В работе «Расовые и другие антагонизмы» Стоув утверждает, что расизм вовсе не является определённой формой предрассудка, но отражает общедоступное знание:
«Несмотря на то, что все заявляют, что „расизм“- нечто ложное и не соответствующее реальности, на самом деле абсолютно все знают, что он обоснован».

## Философия науки, Индукция и Вероятность
Отправной точкой в философии науки для Стоува стали доводы Юма в пользу индуктивного скептицизма. Стоув всегда восхищался Дэвидом Юмом, но при этом полагал, что его доводы были не только ошибочными, но и губительно — вредными, потому что стали одной из причин современных волнений в обществе. Таким образом, Стоув принялся за работу по опровержению индуктивного скептицизма Юма, выявляя несостоятельность его доводов и подтверждая достоверность индукции.
Отрицал же Стоув позицию Юма следующим образом. Возьмем всем известное утверждение, что «Все вороны черные». По мнению Юма, нам это не известно априори и это не является очевидной истиной. К тому же, наши наблюдения за воронами не могут убедить нас в этом. Вероятно, можно допустить, что ненаблюдаемые вороны в точности такие, как наблюдаемые, но мы же не можем быть уверены в правильности данного допущения. Таким образом, попытки доказать это на основе чувственного опыта представляются нам движением по кругу. Так Юм и сделал вывод, что индукция не верифицируема.
Стоув полагал, что Юм даже осмелился говорить о существовании «дедуктивизма» (об этом он подробно пишет в своей статье "Юм, Вероятность и Индукция). Дедуктивизм, нашедший поддержку в умах многих современных учёных, подразумевает под собой, что только веские и логичные аргументы позволяют нам сделать какие-либо выводы и достичь нужных результатов. Если мы согласимся с данным утверждением, то надобность добавлять условие, что ненаблюдаемые вороны в точности такие, как наблюдаемые, отпадает, потому что наши наблюдения сами могут привести нас к необходимым выводам, убедив нас в том, что «все вороны черные». Стоув считал, что аргументы Юма не изучались подробно и не разбирались пункт за пунктом, потому что похожи на неоспоримый факт, но это продолжалось до того момента, как учёные занялись изучением дедуктивизма. Стоув не стал первым, кто говорил об этом, но он был одним из первых, кто четко сформулировал свою позицию и выразил её открыто. Многие философы с ним соглашались, тем самым, оказав значительную поддержку дедуктивизму.
Попытка сформулировать свою позицию более четко была предпринята Стоувом в его работах «Вероятность и Индуктивный Скептицизм Юма»(1973) и «Рациональность Индукции»(1986). Основной аргумент Стоува в пользу индукции был высказан в его более поздних книгах. Он был развит из идей почитаемого Стоувом, покойного Дональда Кэри Уильямса (при жизни профессора Гарварда), высказанных им в его книге «Основание Индукции». Стоув был уверен в том, что большинство вероятных подвидов определенного размера, подобны остальной популяции, к которой они принадлежат. Например, большая часть подвидов, содержащих по 3000 ворон, которые формируются из всей популяции ворон, все похожи друг на друга. По этому, Стоув и утверждал, что если взять какое-либо подмножество, высока вероятность, что это одно из подмножеств, родственных самому множеству, и отсюда, мы убеждаемся, что подмножество достаточно точно соответствует множеству. Аналогичная ситуация возможна, когда вам необходимо вытянуть шар из бочонка с шарами, 99 % которых — красные. В таком случае вероятность вытащить красный шар — 99 %. Таким образом, когда мы видим особь вороны, мы уверены, что это типичный представитель ворон. До тех пор, пока у вас нет причин думать, что эта особь не характерна для популяции ворон, вы уверены, что это возможно (хотя это совсем не так).

## Критика Поппера и других «иррационалистов»
Стоув стал известен широкой интеллигенции своей критикой работ Поппера и его фальсификации философии науки, так же как и влиятельных философий Томаса Куна и Пола Фейрабенда.
Его книга «Поппер и последователи: 4 современных иррационалиста» (1982) («Popper and After: Four Modern Irrationalists») в последние годы была выпущена в двух изданиях:
- «Scientific Irrationalism: Origins of a Postmodern Cult»[7](«Научный иррационализм: происхождение эпохи постмодерна»)
- «Anything Goes: Origins of the Cult of Scientific Irrationalism» («Все пойдет: происхождение философии научного иррационализма»)

В них Стоув заявляет о разоблачении и выставлении напоказ методов, которыми пользовались Поппер, Кун и Фейрабенд в своих работах, чтобы их, по своему смыслу, ненадежные рассуждения, казались убедительными.
Один из таких методов — «нейтрализация важных слов». Стоув говорит об отсутствии таких вещей, как прогресс, открытие, доказательство и знание в рассуждениях этих авторов. И если бы эти рассуждения были бы твёрдо зафиксированы и заявлены ясно и открыто, то немногие когда-либо отнеслись бы к их философиям серьёзно. Стоув утверждает, что они ходят вокруг да около, используя эти слова, но, применяя их в кавычках, как бы говоря о том, что слово не должно быть, принято буквально, например, «знание». Факт того, что эти слова используются регулярно, даже и в кавычках, создает впечатление того, что выдвигаемые взгляды так или иначе не отклоняются от истинных понятий.
Другой метод, приписываемый Стоувом Попперу, Куну, Лакатосу и Фейрабенду, это так называемый «саботаж логических выражений». Он представляет собой лишение логических выражений их логической силы путём помещения их в эпистемологические контексты; например, вместо выражения «A является доказательством для B» они скажут «Обычно учёными принимается за истину, что A является доказательством для B». Это порождает то, что Стоув называет «ложными логическими утверждениями»: они дают впечатление того, что были сделаны серьёзные утверждения логики, хотя это не так — что сделано на самом деле, так это социологические или исторические высказывания, которые устойчивы к критике на основе логики.
Стоув обвиняет Поппера, говоря, что его книга была мотивирована легкомыслием, в ней явственен отказ от открытия правды на серьёзно заявленные темы. То, что Фейрабенд виновен в этой ошибке, очевидно даже для его сторонников, но нападки на ультра — серьёзные работы Поппера выглядят, на первый взгляд, удивительно. Однако Стоув пишет, что Поппер был человеком «эпохи джаза», где, по словам песни Кола Портера, «день теперь ночь», все наоборот — только попперовская эпоха джаза проявилась скорее в интеллектуальном мире, чем в богемских сторонах.
С другой стороны, в работах Куна нет легкомыслия. Стоув пишет: «Он относится серьезно к иррациональной философии науки, в то время как другие — нет. Он фактически считает, что другие только подразумевают и симулируют веру… и он даже допускает вероятность огромного влияния своих работ на простой народ, и превращение, таким образом, иррационализма во мнение большинства.»

## Дарвинизм
В последние годы Стоув начал исследовать и критиковать дарвинизм. Это удивило и встревожило многих его сторонников. Однако, нападки Стоува на дарвинизм были не такими радикальными, как это ожидалось. Он признал, что эволюция является правдоподобной теорией для всех живых организмов, и он не имеет возражений насчет естественного отбора для большинства примитивных организмов. Стоув критиковал идею «ультра-дарвинизма», называя их взгляды искаженными. Например, он соотносит знаменитое изречение ученого Холдейна «я бы отдал свою жизнь за двух братьев или восьмерых кузенов» с размышлениями биолога Гамильтона, который развил идеи родственного отбора, и предполагает, что эти идеи неверны, и конечно, они не проверяемы. Стоув пишет, что такого вида заявления обычно делаются бескомпромиссными социобиологами, но все же их редко выделяют даже противники.
Стоув также утверждает, что ведущие дарвинисты были запутаны идеями альтруизма, обычно говоря о нём как о несуществующем на самом деле, своего рода обмане. Что они были должны сказать, по мнению Стоува, так это объяснить его происхождение. Но ущерб был уже нанесен: многие люди сейчас разделяют тоже мнение об альтруизме, и это, по крайней мере, в некоторой степени, способствовало росту цинизма и эгоизма.